# Mike Reinhardt
Mike Reinhardt (* 10. Mai 1977 in Forbach) ist ein französischer Jazzgitarrist.
Reinhardt begann dreizehnjährig mit dem Gitarrespiel, das er sich selbst autodidaktisch mit Hilfe von Platten von Django Reinhardt, Wes Montgomery oder George Benson  beibrachte.  An der Seite von Dorado Schmitt trat er mit 15 Jahren erstmals öffentlich auf. 1995 spielte er in der Band Shouka mit Zipflo Reinhardt und Frédéric Schlick. Mit 18 Jahren gründete er seine erste eigene Band. In diese Zeit fällt seine Begegnung mit dem Gitarristen Biréli Lagrène, mit dem ihn seither Freundschaft und musikalische Partnerschaft verbindet.
Sein erstes Album erschien 1998 (mit Biréli Lagrène und Franck Wolf); im selben Jahr arbeitete er auch wieder mit Schlick zusammen. In den nächsten Jahren arbeitete er weiterhin mit Zipflo Reinhardt, aber auch mit Didier Lockwood. Dann trat er im Duo auf – mit dem Geiger Florin Niculescu, mit dem Gitarristen Andreas Öberg und mit Gypsy Project – sowie im Quartett mit seinem Cousin Gin Reinhardt. Mit Yorgui Loeffler  und anderen Gitarristen gründete er 2005 das Gitarrensextett Les Enfants de Django. 2006 wurde er als bester Gitarrist auf dem Festival Jazz à Juan  ausgezeichnet.
Er wird häufig mit dem deutschen Gitarristen Mike Reinhardt verwechselt, der seine Wurzeln ebenfalls im Gypsy-Jazz hat.

## Diskographische Hinweise
- Les Enfants de Django Live in Paris (2008)
- Road Song (2011)